# 중앙아메리카다람쥐원숭이
중앙아메리카다람쥐원숭이(Saimiri oerstedii)는 다람쥐원숭이의 일종이다. 붉은등다람쥐원숭이로도 불린다. 코스타리카와 파나마의 태평양 해안가에 사는 종이다. 코스타리카 국경에 인접한 파나마의 북서 끝단과 코스타리카의 중부와 남쪽 태평양 해안가, 주로 마누엘 안토니오 국립공원과 코르코바도 국립공원에 제한적으로 산다.
오렌지색의 등과 흑백의 독특한 얼굴을 지닌 작은 원숭이다. 잡식성 동물로, 과일과 기타 식물, 무척추동물과 일부 작은 척추동물 등을 먹는다. 또한, 맹금류와 고양이 그리고 뱀을 포함한 수 많은 포식동물의 먹이가 된다.
통상적으로 20 마리에서 75 마리 사이의 원숭이들이 포함된 큰 집단 속에서 생활한다. 이들은 모든 원숭이들 중에서 가장 평등한 군집 생활 구조를 가진 원숭이들 중 하나이다. 암컷들은 우점 계급을 형성하지 않으며, 수컷들도 짝짓기 철만 지배적 위치에 있다. 암컷은 2.5년이면 성적으로 성숙해지고, 수컷은 4~5년이 걸린다. 성적으로 성숙해진 암컷들은 자신들이 태어난 집단을 떠나지만, 수컷들은 평생동안 자신들이 태어난 집단에 남는 것으로 보인다. 중앙아메리카다람쥐원숭이는 15년 이상까지 살 수 있다.
중앙아메리카다람쥐원숭이의 개체수는 1970년대 이래 가파르게 하락하고 있다. 이렇게 감소하는 이유는 삼림 개간과 사냥 그리고 애완용으로 쓰기 위한 포획 등으로 보인다. 이 종들을 보전하기 위한 노력이 진행 중이다. 중앙아메리카다람쥐원숭이의 개체수가 위협받고 있음에도 불구하고, 2008년 국제 자연 보호 연맹(IUCN)은 이들의 보존 상태를 "멸종 위협"에서 "취약"으로 상향 조정했다.

## 개요
중앙아메리카다람쥐원숭이는 남아메리카의 다람쥐원숭이들과 털 색깔이 다르다. 남아메리카의 다람쥐원숭이가 털 색깔이 주로 녹색을 띠는 경향이 있는 반면에, 중앙아메리카 종들은 올리브색 어깨와 궁둥이 그리고 꼬리와 함께 오렌지색 등을 지니고 있으며, 하체는 희다. 손발도 오렌지색이다. 머리 꼭대기에 검은 관모가 있으며, 꼬리 끝단도 검다. 일반적으로 수컷들의 관모 색깔이 암컷들 것보다 더 밝다. 얼굴은 희고, 눈 주위에 검은 테가 있으며, 코와 입 주위는 검다.

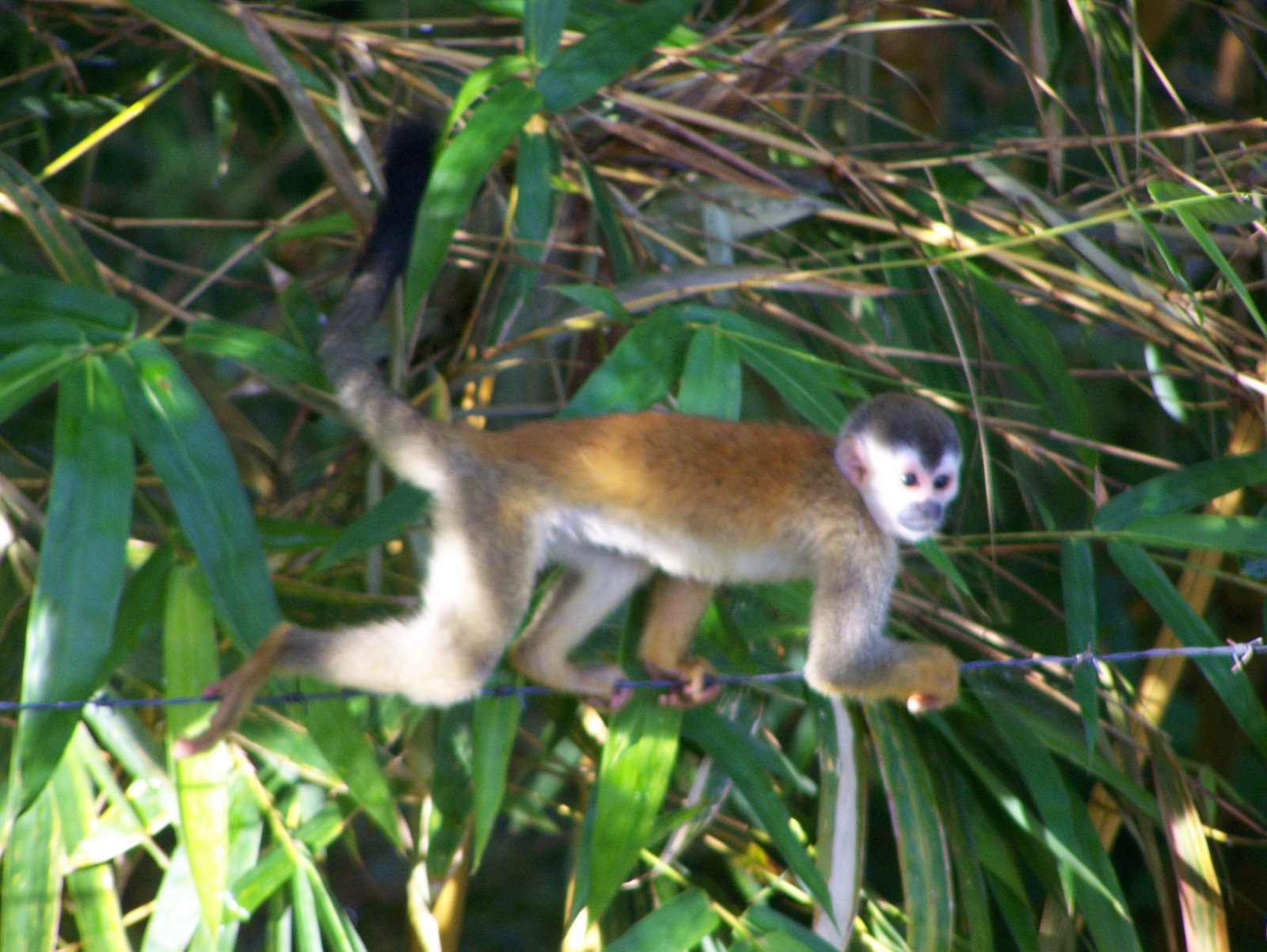
몸 채색

2종의 아종은 털 색깔은 비슷하지만 관모의 형태는 다르다. 중태평양의 코스타리카에 사는 북부 아종은, 관모 색깔이 남부 아종보다 밝으며, 파나마와 파나마 근처의 코스타리카 일부에서 산다. 남부 아종은 또한 좀 더 누르스름한 팔다리와 하체를 지니고 있다.
성숙해지면 꼬리를 제외하고 266mm에서 291mm 사이까지 자라며, 몸무게는 600g에서 950g 사이 정도 된다. 꼬리는 몸 길이보다 더 길어서, 362mm에서 389mm 사이이다. 다른 다람쥐원숭이들처럼 동종이형으로 간주되고 있다. 평균적으로, 수컷이 암컷보다 몸무게가 16% 더 무겁다. 수컷들 평균 몸무게는 829g이고 암컷은695g이다. 다람쥐원숭이는 모든 영장류 중에서, 자신의 몸 크기에 비해 가장 큰 뇌를 지니고 있다. 중앙아메리카다람쥐원숭이의 뇌 무게는 약 25.7g이고, 몸무게의 약 4% 정도 된다. 카푸친과 거미원숭이, 고함원숭이와 같은 큰 원숭이들과 달리, 어른 중앙아메리카다람쥐원숭이들은 물건을 충분히 잡을 수 있을 정도의 꼬리를 가지고 있지 않으며, 갓 태어난 새끼들을 제외하고는, 꼬리는 주로 균형을 잡는 데 사용된다.

## 분포 및 서식
중앙아메리카다람쥐원숭이는 코스타리카와 파나마에 제한적으로 분포한다. 태평양 해안가에만 산다. 서부 파나마 북쪽에서 중태평양 코스트리카에 걸쳐 분포한다. 코스타리카의 국립공원 2곳(마누엘 안토니오 국립공원과 코르코바도 국립공원)에서는 관광객들이 볼 수 있지만, 이 공원들에서도 흰머리카푸친이나 망토고함원숭이만큼 흔하게 볼 수 있는 것은 아니다. 저지대 숲에 살며, 부분적으로 벌목이 이루어진 1차림과 2차림에 제한적으로 존재한다. 키가 작거나 중간 키의 식물들이 풍부한 숲을 필요로 하며, 그런 식물이 없는 키가 크고, 잘 발달되고, 안정된 숲에서는 살아남기 힘들다.

## 습성

### 군집 구조

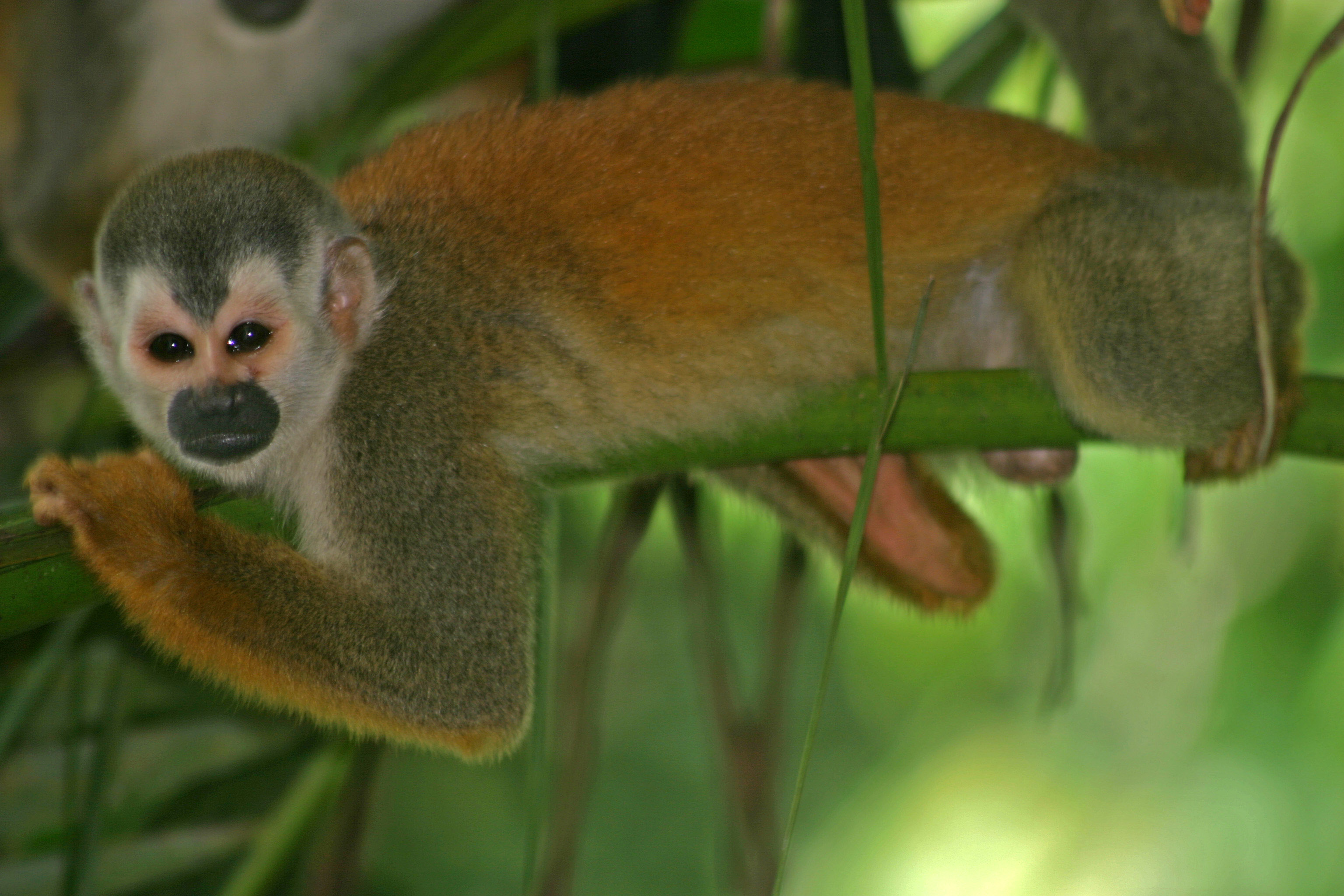
나무 가지에서 쉬는 모습

중앙아메리카다람쥐원숭이는 수목형 동물이자 주행성 동물이며, 대부분 나무 사이를 네 발(사지 이동)로 이동하곤 한다. 이들은 여러 마리의 성숙한 수컷과 암컷 그리고 어린 원숭이들로 구성된 집단을 형성하여 생활한다. 집단의 크기는 남아메리카의 다람쥐원숭이들보다는 작은 편이지만, 많은 다른 신세계원숭이 종들보다는 크다. 집단은 일반적으로 20마리에서 75마리로 구성되며, 평균적으로 41마리이다. 가끔 100마리가 초과되는 집단도 생기지만, 이는 2개의 집단이 일시적으로 통합되었을 때인 것으로 보인다. 평균적으로, 집단 내에 암컷 개체수가 수컷보다 약 60% 더 많다.
이 다람쥐원숭이는 35 ~ 63 헥타르 정도의 행동권 범위를 가지고 있다. 집단의 범위는 서로 겹쳐질 수 있는데, 마누엘 안토니오 국립공원과 같은, 크고 보호된 지역 내에서 특히 그렇다. 좀더 파편화된 지역에서는 덜 겹쳐진다. 집단은 하루에 2,500m에서 4,200m 사이를 이동할 수 있다. 일부 다른 원숭이 종들과는 달리, 이 집단은 하루 동안 먹이를 찾기 위해 별도로 집단으로 나누지 않는다. 각각의 원숭이들은 이 기간 동안 각각 다른 활동에 참가하기 위해 주 집단으로부터 떨어져 나오며, 그래서 그 집단은 주어진 시간 동안 1.2 헥타르에 이르는 지역으로 흩어진다. 이 집단은 특정한 시기에 몇달 동안 매일밤 같은 나무에서 잠을 자는 경향이 있는 데, 이는 다른 다람쥐원숭이들과 다른 점이다.
암컷들 사이에서는 우점 서열이 없으며, 제휴 관계를 형성하지 않는다. 집단 내에서 수컷들은 일반적으로 친밀감을 보이고, 그래서 강한 결속력을 형성하는 경향이 있으며, 단지 짝짓기 철 동안에만 우점 서열 관계를 형성한다. 이는 특히 같은 나이의 수컷들 사이의 경우가 그렇다. 수컷들 또는 암컷들 어느쪽도 서로 지배적인 위치에 있지 않는, 일종의 평등한 군집 구조가 중앙아메리카다람쥐원숭이들의 특징이다. 남아메리카 종들은, 암컷들(S. boliviensis)이 다른 성에 비해 지배 우위를 갖거나 수컷들(S. sciureus)이 지배 우위를 보이고, 양성 둘다 안정적인 지배 계급을 형성한다. 중앙아메리카다람쥐원숭이들 집단은 일반적으로 서로 경쟁하거나 싸우지 않는다.
다람쥐원숭이들 중 남아메리카 종들이 종종 카푸친원숭이들과 함께 이동하며 먹이를 구하곤 하지만, 중앙아메리카다람쥐원숭이가 흰머리카푸친과 관계를 맺는 일은 매우 드물다. 이는 중앙아메리카다람쥐원숭이가 먹는 음식이 남아메리카 다람쥐원숭이들의 먹이보다 작고, 더 분산된 지역에 분포하는 사실과 관련이 있는 것으로 보인다.